# 2018년 케르치 해협 사건

2018년 케르치 해협은 2018년 11월 25일, 러시아 해안 경비대가 케르치 해협을 항행하던 우크라이나 해군 함정 3척을 영해 침범을 이유로 나포한 사건이다.

## 배경
케르치 해협은 크림반도와 러시아 타만반도 사이에 위치하며, 흑해와 아조프해를 잇는 길이 약 41km. 너비 4∼15km의 해협이다. 러시아는 2014년 크림반도를 병합하고, 이 해협 위로 크림반도와 러시아 쪽을 잇는 크림 대교를 준공했다.
2003년 우크라이나와 러시아 양국은 케르치 해협과 아조프해를 공동 영해로 규정해 놓는 조약을 체결했다. 하지만, 러시아는 크림반도 병합 후인 2015년 이후 케르치 해협의 통행과 관련해 우월적 지위를 주장하고 있다.

## 사고
11월 25일 아침, 우크라이나 해군 초계정 2척과 해군 예인선 예니카푸함 1척이 흑해 오데사 항구에서 아조프해 마리우폴 항구로 가기 위해 케르치 해협을 통과하던 중이었다. 러시아 해안 경비대는 우크라이나 해군이 러시아의 영해를 침범하고 있다며 떠날것을 명령했다. 우크라이나 해군은 2003년 조약을 들며 거부했다. 러시아 해안 경비대는 함포를 발사했으며, 우크라이나 해군 2명이 부상당했다. 사건 직후, 러시아는 크림 대교 아래를 대형 벌크선으로 막아 케르치 해협을 봉쇄했다.

## 반응

### 우크라이나
우크라이나 대통령 페트로 포로셴코와 의회는 러시아와 트란스니스트리아에 인접한 10개 지역에 계엄령을 선포하였다.계엄령은 현지시각 2018년 11월 26일 14시부터 30일간 적용된다. 선포된 10개 지역은 다음과 같다.

우크라이나 계엄령 선포지역

- 체르니히우 주
- 수미 주
- 하르키우 주
- 루한시크 주
- 도네츠크 주
- 자포리자 주
- 헤르손 주
- 미콜라이우 주
- 오데사 주
- 빈니차 주

## 같이 보기
- 러시아와 우크라이나의 흑해 사건 목록